# Lista över myrtenväxternas släkten
Detta är en lista över släkten i familjen myrtenväxter (Myrtaceae) alfabetiskt ordnad efter de vetenskapliga namnen.

## A
| Vetenskapligt namn | Auktor                      | Svenskt namn  | Källa |
| ------------------ | --------------------------- | ------------- | ----- |
| Acca               | O.Berg                      | Feijoasläktet | IPNI  |
| Accara             | L.R.Landrum                 |               | IPNI  |
| Acmena             | DC.                         |               | IPNI  |
| Acmenosperma       | Kausel                      |               | IPNI  |
| Actinodium         | Schauer                     |               | IPNI  |
| Agonis             | (DC.) Sweet                 |               | IPNI  |
| Allosyncarpia      | S.T.Blake                   |               | IPNI  |
| Amomyrtella        | Kausel                      |               | IPNI  |
| Amomyrtus          | (Burret) D.Legrand & Kausel |               | IPNI  |
| Angasomyrtus       | Trudgen & Keighery          |               | IPNI  |
| Angophora          | Cav.                        |               | IPNI  |
| Archirhodomyrtus   | (Nied.) Burret              |               | IPNI  |
| Arillastrum        | Pancher ex Brongn. & Gris   |               | IPNI  |
| Astartea           | DC.                         |               | IPNI  |
| Asteromyrtus       | Schauer                     |               | IPNI  |
| Austromyrtus       | (Nied.) Burret              |               | IPNI  |

## B
| Vetenskapligt namn | Auktor                    | Svenskt namn | Källa |
| ------------------ | ------------------------- | ------------ | ----- |
| Backhousia         | Hook. & Harv.             |              | SKUD  |
| Baeckea            | L.                        |              | ITIS  |
| Balaustion         | Hook.                     |              | IPNI  |
| Barongia           | Peter G.Wilson & B.Hyland |              | IPNI  |
| Basisperma         | C.T.White                 |              | IPNI  |
| Beaufortia         | R.Br.                     |              | IPNI  |
| Blepharocalyx      | O.Berg                    |              | IPNI  |

## C
| Vetenskapligt namn      | Auktor              | Svenskt namn     | Källa |
| ----------------------- | ------------------- | ---------------- | ----- |
| Callistemon             | R.Br.               | lampborstsläktet | SKUD  |
| Calothamnus             | Labill.             |                  | IPNI  |
| Calycolpus              | O.Berg              |                  | IPNI  |
| Calycorectes            | O.Berg              |                  | IPNI  |
| Calyptranthes           | Sw.                 |                  | ITIS  |
| Calyptrogenia           | Burret              |                  | IPNI  |
| Calythropsis            | C.A.Gardner         |                  | IPNI  |
| Calytrix                | Labill.             |                  | IPNI  |
| Campomanesia            | Ruiz & Pav.         |                  | IPNI  |
| Carpolepis              | (Dawson) J.W.Dawson |                  | IPNI  |
| Caryophyllus → Syzygium |                     |                  |       |
| Chamelaucium            | Desf.               |                  | SKUD  |
| Chamguava               | L.R.Landrum         |                  | IPNI  |
| Choricarpia             | Domin               |                  | IPNI  |
| Cleistocalyx            | Blume               |                  | IPNI  |
| Cloezia                 | Brongn. & Gris      |                  | IPNI  |
| Conothamnus             | Lindl.              |                  | IPNI  |
| Corymbia → Eucalyptus   |                     |                  |       |
| Corynanthera            | J.W.Green           |                  | IPNI  |
| Cupheanthus             | Seem.               |                  | IPNI  |

## D
| Vetenskapligt namn | Auktor                | Svenskt namn | Källa |
| ------------------ | --------------------- | ------------ | ----- |
| Darwinia           | Rudge                 |              | IPNI  |
| Decaspermum        | J.R.Forst. & G.Forst. |              | IPNI  |

## E
| Vetenskapligt namn | Auktor    | Svenskt namn      | Källa |
| ------------------ | --------- | ----------------- | ----- |
| Eremaea            | Lindl.    |                   | IPNI  |
| Eucalyptopsis      | C.T.White |                   | IPNI  |
| Eucalyptus         | L'Hér.    | eukalyptussläktet | SKUD  |
| Eugenia            | L.        |                   | SKUD  |

## F
| Vetenskapligt namn | Auktor | Svenskt namn | Källa |
| ------------------ | ------ | ------------ | ----- |
| Feijoa → Acca      |        |              |       |

## G
| Vetenskapligt namn | Auktor | Svenskt namn | Källa |
| ------------------ | ------ | ------------ | ----- |
| Gomidesia          | Berg   |              | ITIS  |

## H
| Vetenskapligt namn | Auktor             | Svenskt namn | Källa |
| ------------------ | ------------------ | ------------ | ----- |
| Hexachlamys        | O.Berg             |              | IPNI  |
| Homalocalyx        | F.Muell.           |              | IPNI  |
| Homalospermum      | Schauer            |              | IPNI  |
| Homoranthus        | A.Cunn. ex Schauer |              | IPNI  |
| Hottea             | Urb.               |              | IPNI  |
| Hypocalymma        | Endl.              |              | IPNI  |

## J
| Vetenskapligt namn | Auktor | Svenskt namn | Källa |
| ------------------ | ------ | ------------ | ----- |
| Jambosa → Syzygium |        |              |       |

## K
| Vetenskapligt namn | Auktor  | Svenskt namn | Källa |
| ------------------ | ------- | ------------ | ----- |
| Kania              | Schltr. |              | IPNI  |
| Kjellbergiodendron | Burret  |              | IPNI  |
| Kunzea             | Rchb.   |              | SKUD  |

## L
| Vetenskapligt namn | Auktor             | Svenskt namn | Källa |
| ------------------ | ------------------ | ------------ | ----- |
| Lamarchea          | Gaudich.           |              | IPNI  |
| Legrandia          | Kausel             |              | IPNI  |
| Leptospermum       | J.R. & G.Forst.    |              | SKUD  |
| Lindsayomyrtus     | B.Hyland & Steenis |              | IPNI  |
| Lophomyrtus        | Burret             |              | SKUD  |
| Lophostemon        | Schott             |              | ITIS  |
| Luma               | A.Gray             |              | IPNI  |
| Lysicarpus         | F.Muell.           |              | IPNI  |

## M
| Vetenskapligt namn | Auktor                    | Svenskt namn      | Källa |
| ------------------ | ------------------------- | ----------------- | ----- |
| Malleostemon       | J.W.Green                 |                   | IPNI  |
| Marlierea          | Camb.                     |                   | ITIS  |
| Melaleuca          | L.                        |                   | SKUD  |
| Meteoromyrtus      | Gamble                    |                   | IPNI  |
| Metrosideros       | Gaertn.                   |                   | SKUD  |
| Micromyrtus        | Benth.                    |                   | IPNI  |
| Mitranthes         | O.Berg                    |                   | IPNI  |
| Mitrantia          | Peter G.Wilson & B.Hyland |                   | IPNI  |
| Monimiastrum       | J.Gueho & A.J.Scott       |                   | IPNI  |
| Mosiera            | Small                     |                   | IPNI  |
| Myrceugenia        | O.Berg                    |                   | IPNI  |
| Myrcia             | DC. ex Guill.             |                   | ITIS  |
| Myrcianthes        | Berg                      |                   | ITIS  |
| Myrciaria          | O.C.Berg                  | jaboticabasläktet | SKUD  |
| Myrrhinium         | Schott                    |                   | IPNI  |
| Myrtastrum         | Burret                    |                   | IPNI  |
| Myrtella           | F.Muell.                  |                   | IPNI  |
| Myrteola           | O.Berg                    |                   | IPNI  |
| Myrtus             | L.                        | myrtensläktet     | SKUD  |

## N
| Vetenskapligt namn | Auktor      | Svenskt namn | Källa |
| ------------------ | ----------- | ------------ | ----- |
| Neofabricia        | Joy Thomps. |              | IPNI  |
| Neomitranthes      | D.Legrand   |              | IPNI  |
| Neomyrtus          | Burret      |              | IPNI  |

## O
| Vetenskapligt namn | Auktor   | Svenskt namn | Källa |
| ------------------ | -------- | ------------ | ----- |
| Ochrosperma        | Trudgen  |              | IPNI  |
| Octamyrtus         | Diels    |              | IPNI  |
| Osbornia           | F.Muell. |              | IPNI  |

## P
| Vetenskapligt namn | Auktor         | Svenskt namn | Källa |
| ------------------ | -------------- | ------------ | ----- |
| Paramyrciaria      | Kausel         |              | IPNI  |
| Pericalymma        | Endl.          |              | IPNI  |
| Phymatocarpus      | F.Muell.       |              | IPNI  |
| Pileanthus         | Labill.        |              | IPNI  |
| Pilidiostigma      | Burret         |              | IPNI  |
| Piliocalyx         | Brongn. & Gris |              | IPNI  |
| Pimenta            | Lindl.         |              | SKUD  |
| Pleurocalyptus     | Brongn. & Gris |              | IPNI  |
| Plinia             | L.             |              | IPNI  |
| Pseudanamomis      | Kausel         |              | ITIS  |
| Psidium            | L.             | guavasläktet | SKUD  |
| Purpureostemon     | Gugerli        |              | IPNI  |

## R
| Vetenskapligt namn | Auktor                       | Svenskt namn | Källa |
| ------------------ | ---------------------------- | ------------ | ----- |
| Regelia            | Schauer                      |              | IPNI  |
| Rhodamnia          | Jack                         |              | IPNI  |
| Rhodomyrtus        | (DC.) Reichenb.              |              | ITIS  |
| Rinzia             | Schauer                      |              | IPNI  |
| Ristantia          | Peter G.Wilson & J.T.Waterh. |              | IPNI  |

## S
| Vetenskapligt namn | Auktor                    | Svenskt namn | Källa |
| ------------------ | ------------------------- | ------------ | ----- |
| Scholtzia          | Schauer                   |              | IPNI  |
| Siphoneugena       | Berg                      |              | ITIS  |
| Sphaerantia        | Peter G.Wilson & B.Hyland |              | IPNI  |
| Stereocaryum       | Burret                    |              | IPNI  |
| Syncarpia          | Ten.                      |              | IPNI  |
| Syzygium           | Gaertn.                   |              | SKUD  |

## T
| Vetenskapligt namn | Auktor            | Svenskt namn | Källa |
| ------------------ | ----------------- | ------------ | ----- |
| Tepualia           | Griseb.           |              | IPNI  |
| Thryptomene        | Endl.             |              | IPNI  |
| Tristania          | R.Br.             |              | IPNI  |
| Tristianopsis      | Brongn. & Griseb. |              | IPNI  |

## U
| Vetenskapligt namn | Auktor | Svenskt namn          | Källa |
| ------------------ | ------ | --------------------- | ----- |
| Ugni               | Turcz. | Smultronmyrtensläktet | IPNI  |
| Uromyrtus          | Burret |                       | IPNI  |

## V
| Vetenskapligt namn | Auktor | Svenskt namn | Källa |
| ------------------ | ------ | ------------ | ----- |
| Verticordia        | DC.    |              | IPNI  |

## W
| Vetenskapligt namn | Auktor                       | Svenskt namn | Källa |
| ------------------ | ---------------------------- | ------------ | ----- |
| Waterhousea        | B.Hyland                     |              | IPNI  |
| Welchiodendron     | Peter G.Wilson & J.T.Waterh. |              | IPNI  |
| Whiteodendron      | Steenis                      |              | IPNI  |

## X
| Vetenskapligt namn | Auktor   | Svenskt namn | Källa |
| ------------------ | -------- | ------------ | ----- |
| Xanthomyrtus       | Diels    |              | IPNI  |
| Xanthostemon       | F.Muell. |              | IPNI  |

## Auktorkällor
- IPNI - International Plant Names Index
- ITIS - Integrated Taxonomic Information System
- SKUD - Svensk kulturväxtdatabas